# Маракіна Ніна Іванівна
Ні́на Іва́нівна Мара́кіна (Никанорова) (* 1947) — радянська українська метальниця списа-олімпійка.

## З життєпису
Народилася 1947 року у місті Харків.
На Чемпіонаті УРСР з легкої атлетики-1966 відзначилася рекордним досягненням. Метнувши спис на 55,82 м, вона поліпшила найстаріший, 12-річної давності, рекорд УРСР Надії Коняєвої (55,48 м). На Чемпіонаті СРСР з легкої атлетики-1966 здобула бронзову нагороду; представляла спортивне товариство «Авангард» (Харків).
Переможниця Спартакіади УРСР-1967.
На Чемпіонаті СРСР з легкої атлетики-1969 виборола срібло.
Переможниця Чемпіонату УРСР з легкої атлетики-1970 — 55.88 метра. Того ж року на Чемпіонаті СРСР з легкої атлетики виборола срібло.
На Літній Спартакіаді народів СРСР-1971 здобула срібну нагороду.
Переможниця Чемпіонату СРСР з легкої атлетики-1972; представляла Ленінград. Змагалася на Літніх Олімпійських іграх 1972 року.
На Літній Спартакіаді народів СРСР-1975 здобула срібну нагороду.
На Чемпіонаті СРСР з легкої атлетики-1977 виборола срібло.
Бронзова призерка Чемпіонату СРСР з легкої атлетики-1978.
Здобула бронзову нагороду на Літній Спартакіаді народів СРСР-1979.
Бронзова призерка Чемпіонату СРСР з легкої атлетики-1981.
Срібна призерка Чемпіонату СРСР з легкої атлетики-1982.